# Satdhara
Satdhara est le nom d'un site archéologique formé de stupas et de viharas, situé à 9km à l'ouest de Sanchi, Madhya Pradesh, Inde.
Il y a en tout quatre groupes de stupas entourant Sanchi dans un rayon d'une vingtaine de kilomètres: Bhojpur et Andher au sud-est, Sonari au sud-ouest, et Satdhara à l'ouest.  Plus loin au sud, à environ 100 km, se trouve Saru Maru.
Tous ces stupas ont été fouillés au 19e siècle par Major Cunningham, qui, la plupart du temps, a emporté en Angleterre les reliquaires trouvés au centre des stupas. Il en a fait don au British Museum ainsi qu'au Victoria and Albert Museum.

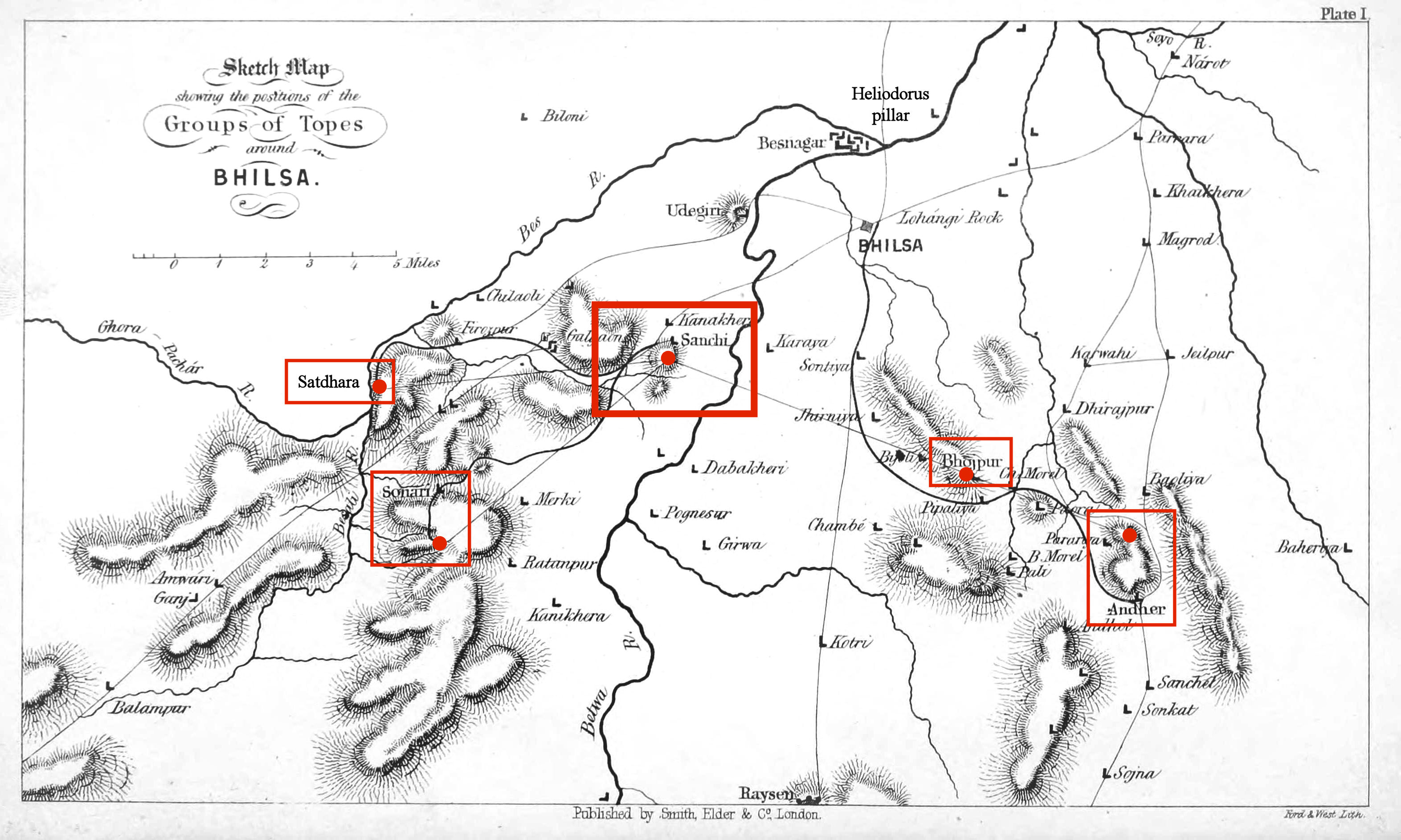
Sanchi et stupas des environs.
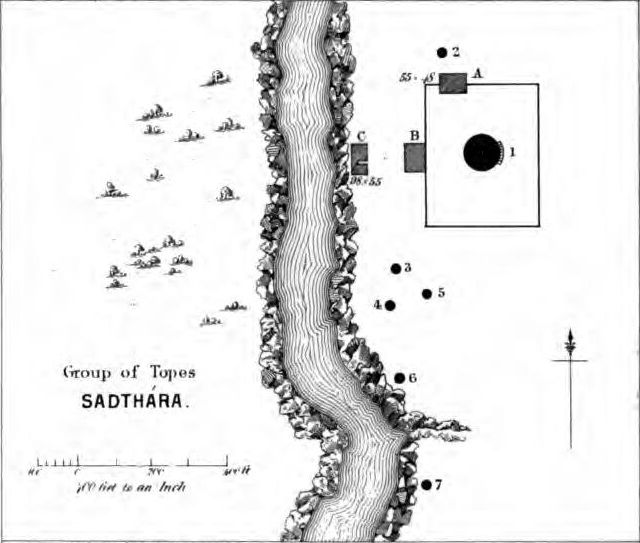
Plan des lieux.
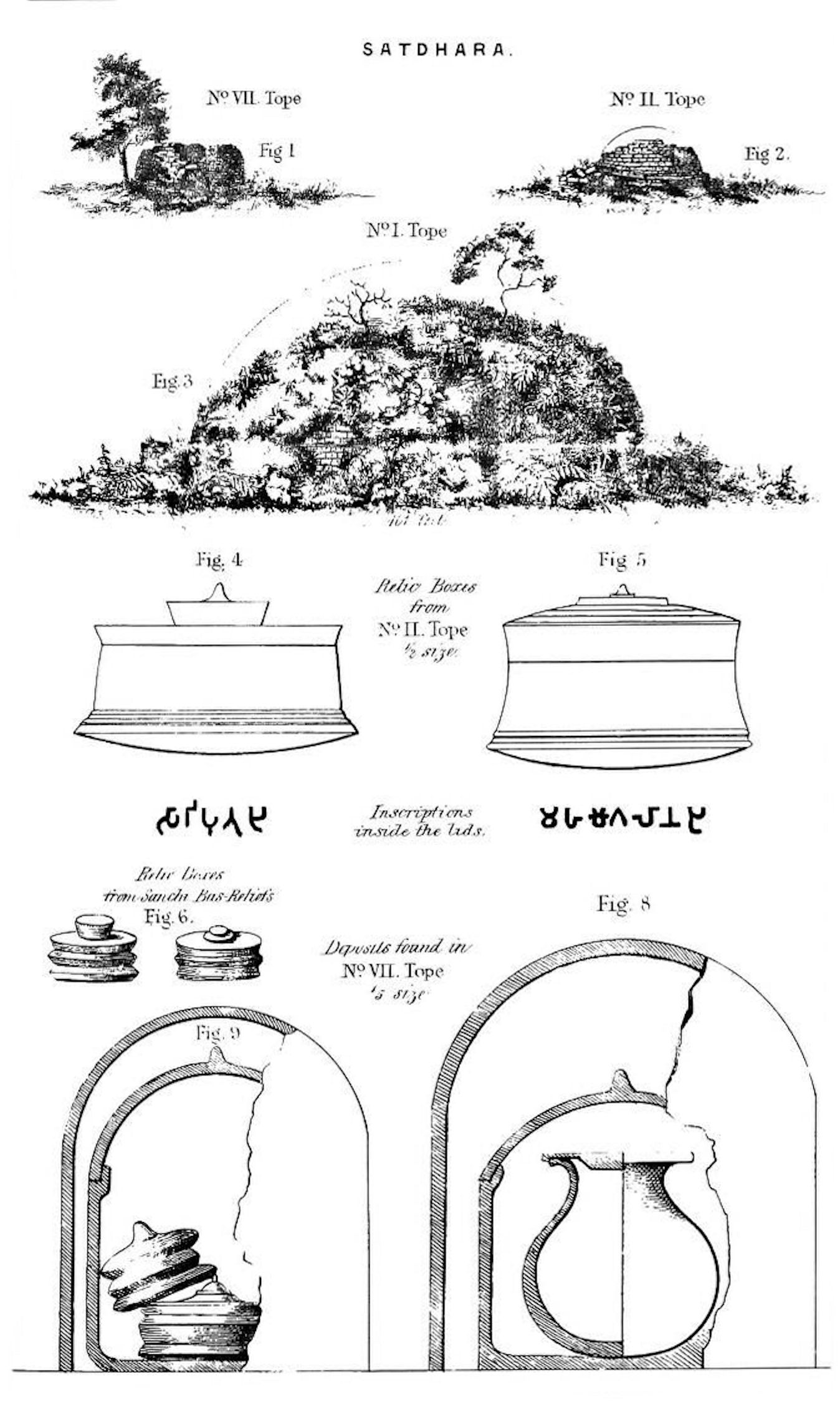
Grand stupa, reliquaire et inscriptions
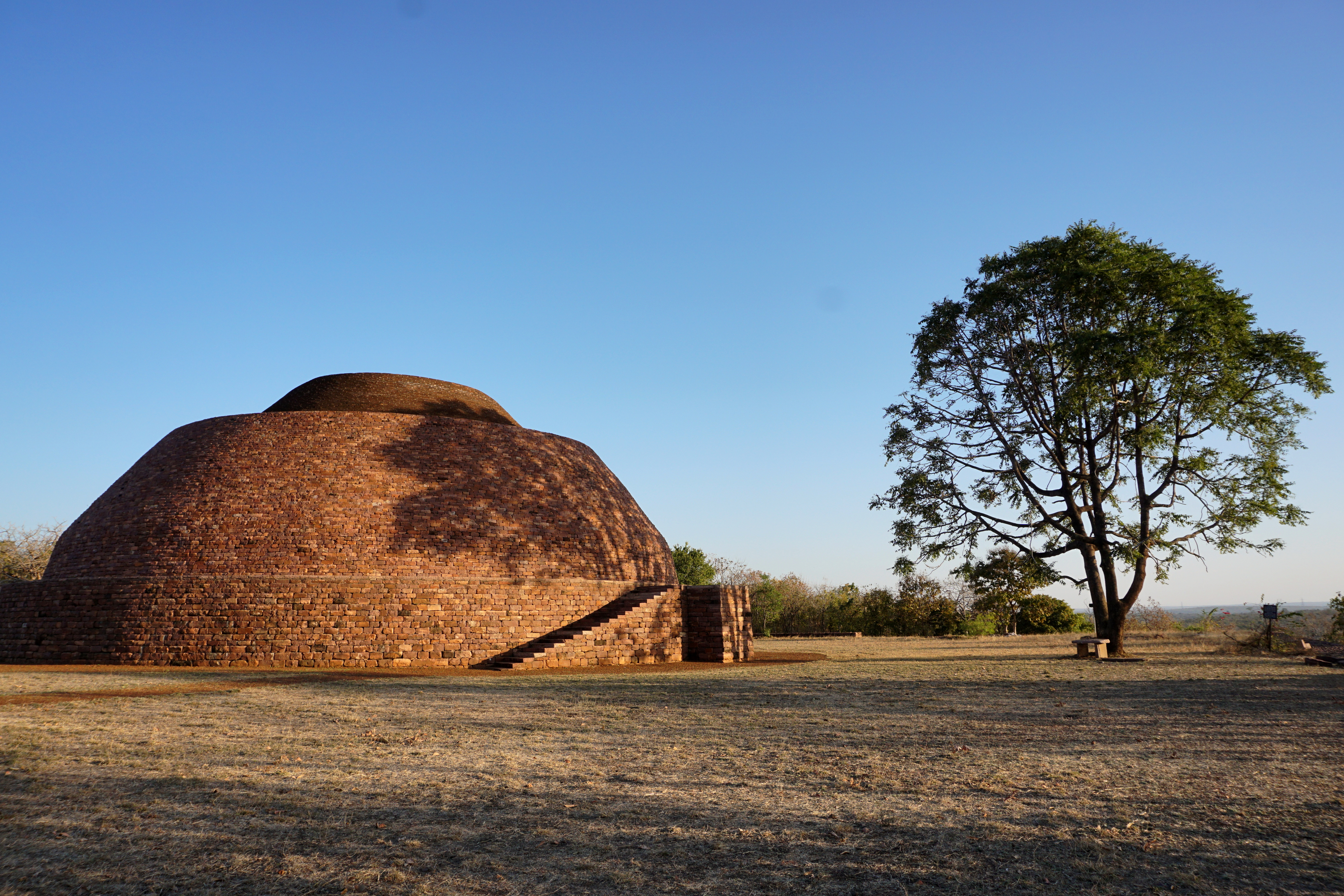
Le Grand stupa
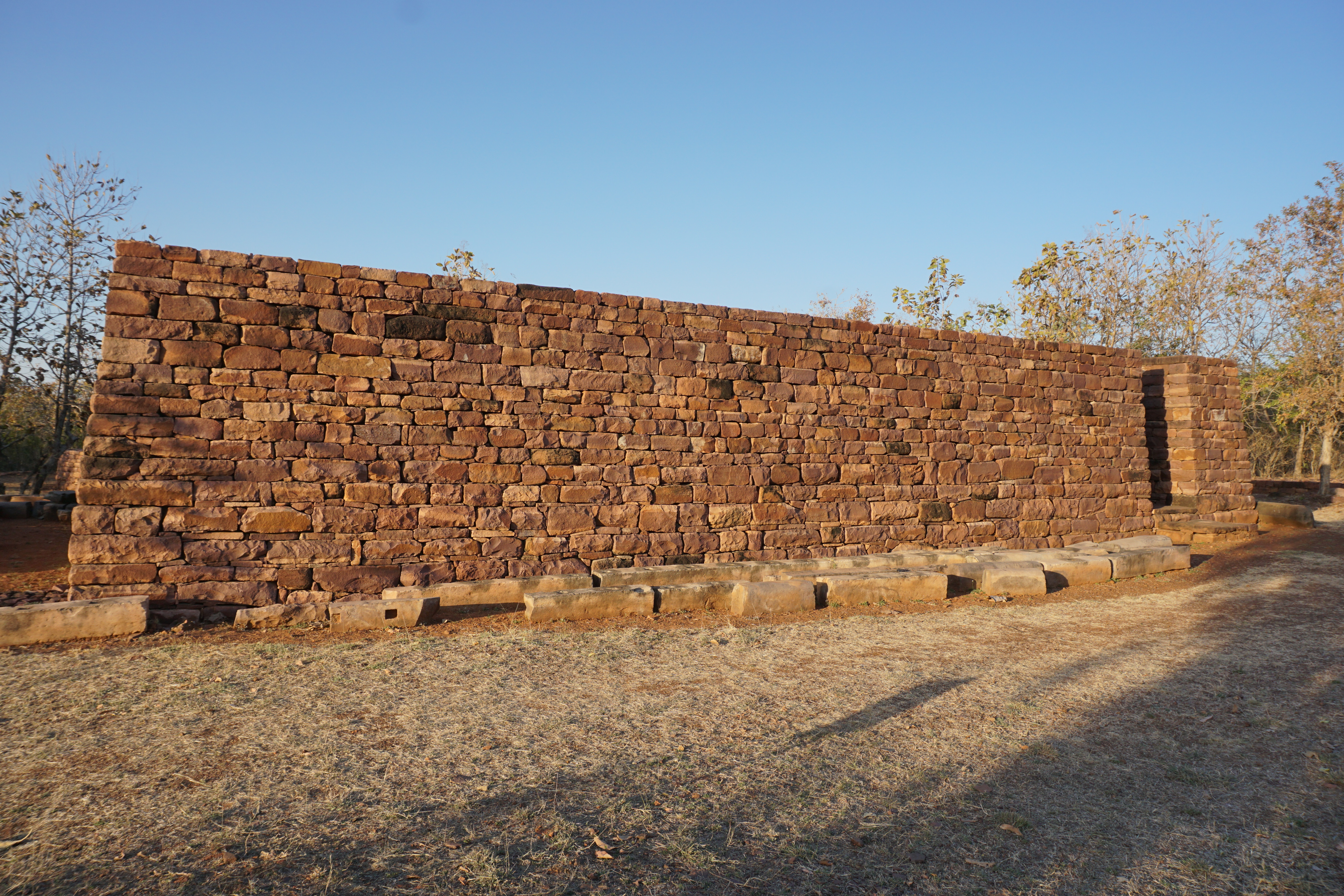
Le Vihara
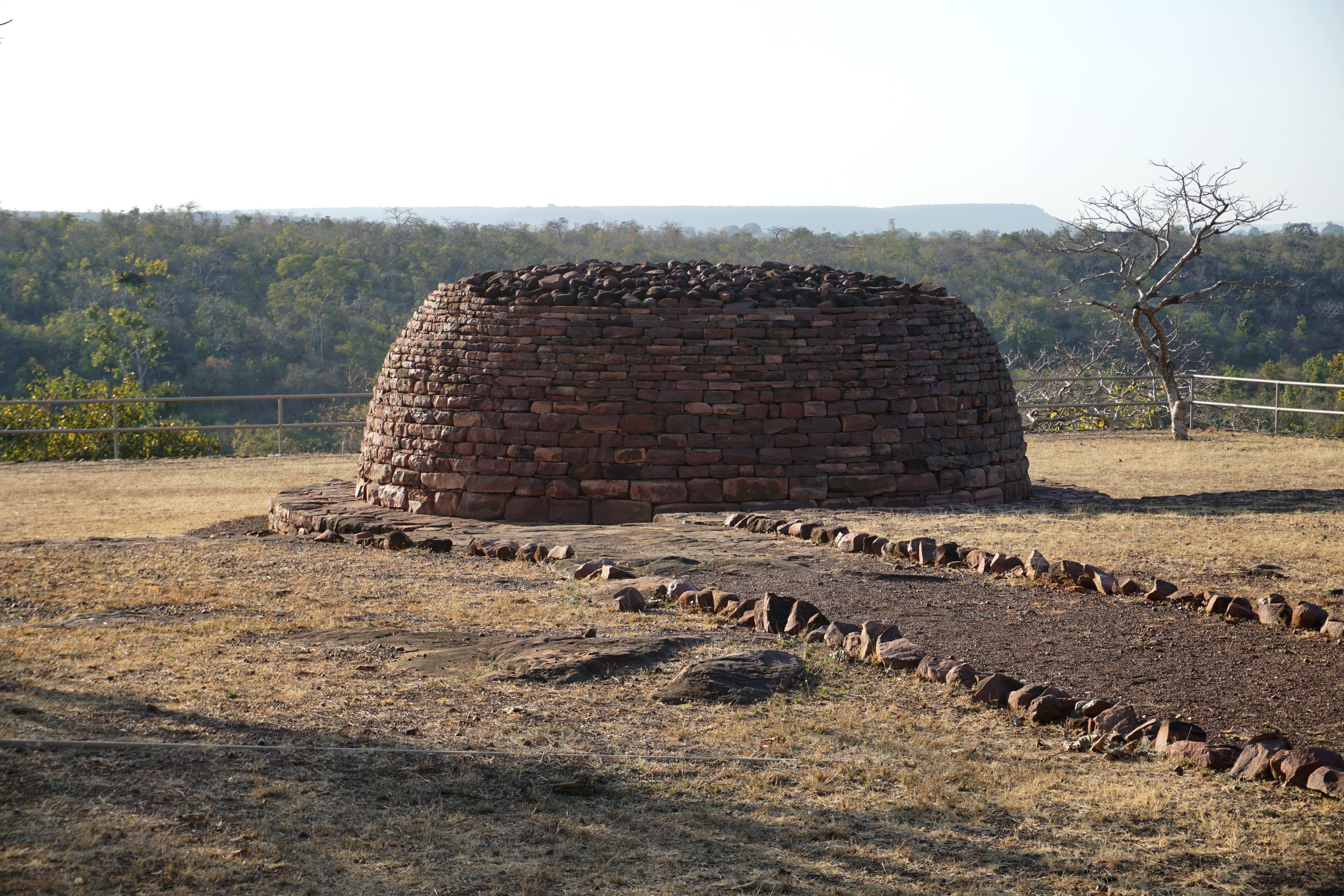
Un autre grand stupa.
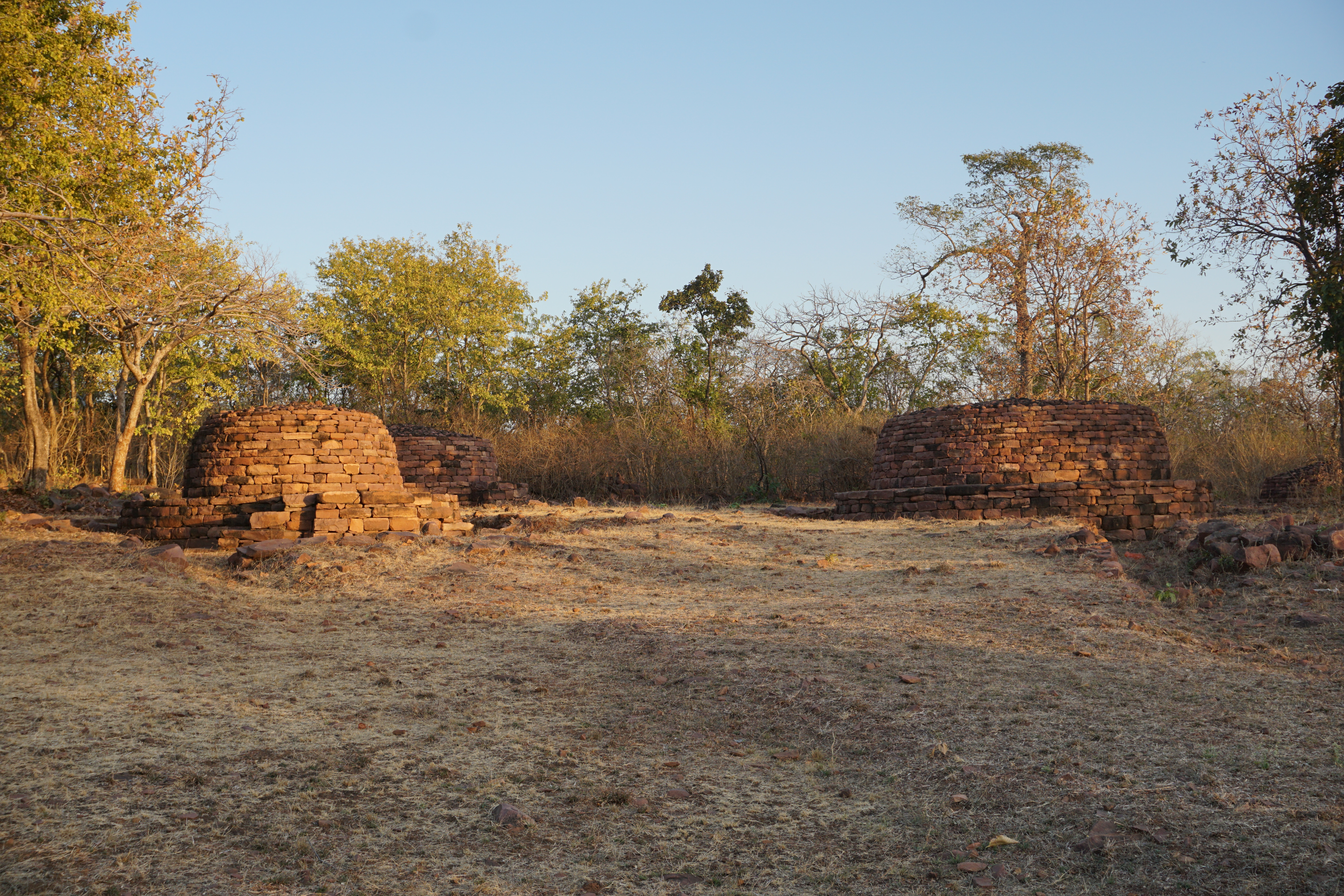
Ensemble de petits stupas.
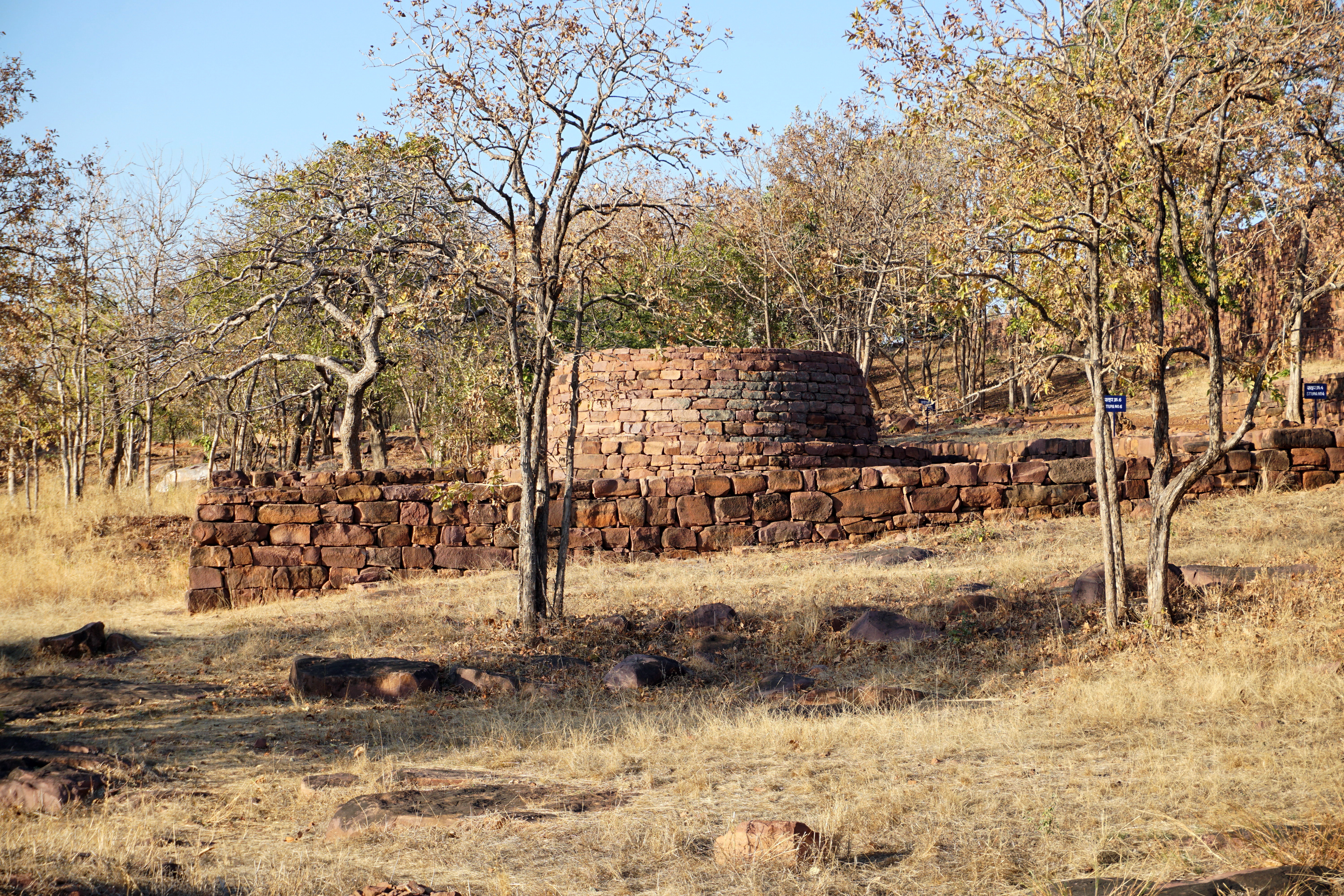
Stupa sur base carrée.